# Przywilcz
Przywilcz es un pueblo de Polonia, en Mazovia.  Se encuentra en el distrito (Gmina) de Grudusk, perteneciente al condado (Powiat) de Ciechanów. Se encuentra aproximadamente a 13 km al norte de Grudusk, 34 km al norte de Ciechanów, y a 108 km  al norte de Varsovia. 
Entre 1975 y 1998 perteneció al voivodato de Ciechanów.